# محمود عبد الله الجادر
محمود عبد الله محمد الجادر (1937 - 2007) هو كاتب وباحث في الآداب عراقي، من مواليد الموصل، حاصل على دكتوراه آداب باللغة العربية، وعمل في مراكز جامعية عديدة منها: مقرر مجلس جامعة بغداد، ومدير الدراسات العليا بنفس الجامعة، وعضو اتحاد الأدباء، وحضر مؤتمر النقد الأدبي في الأردن.

## مؤلفاته
1. الثعالبي ناقداً وأديباً 1975.
2. شعر أوس بن حجر 1979.
3. كتاب التراث 1979.
4. اللطف واللطائف للثعالبي (تحقيق ) 1986.
5. ديوان الثعالبي 1989.
6. دراسات نقدية في الأدب العربي القديم 1990.